# Javon Francis
Javon Demar Francis (Kingston, 14 de diciembre de 1994) es un deportista jamaicano que compite en atletismo, especialista en las carreras de relevos.
Participó en los Juegos Olímpicos de Río de Janeiro 2016, obteniendo una medalla de plata en la prueba de 4 × 400 m. Ganó dos medallas de plata en el Campeonato Mundial de Atletismo, en los años 2013 y 2019.

## Palmarés internacional
| Juegos Olímpicos   | Juegos Olímpicos        | Juegos Olímpicos | Juegos Olímpicos |
| Año                | Lugar                   | Medalla          | Prueba           |
| ------------------ | ----------------------- | ---------------- | ---------------- |
| 2016               | Río de Janeiro (Brasil) | Medalla de plata | 4 × 400 m        |
| Campeonato Mundial |                         |                  |                  |
| Año                | Lugar                   | Medalla          | Prueba           |
| 2013               | Moscú (Rusia)           | Medalla de plata | 4 × 400 m        |
| 2019               | Doha (Catar)            | Medalla de plata | 4 × 400 m mixto  |